# 노력 정당화
노력 정당화(Effort justification)는 레온 페스팅거(Leon Festinger)의 인지부조화 이론(Cognitive dissonance theory)에서 비롯된 사회 심리학의 아이디어이자 패러다임이다. 노력 정당화는 결과의 객관적 가치보다 더 큰 성과를 달성하기 위해 노력해야하는 가치를 결과에 귀속시키는 경향이다.

## 평가
노력의 정당화에 대한 최초이자 가장 고전적인 예 중 하나는 엘리엇 아론슨(Elliot Aronson)과 저드슨 밀스(Judson Mills)의 연구이다. 이 연구에서 성 심리학 주제에 대한 토론 그룹에 자발적으로 참여한 젊은 여성 그룹은 다른 사람들과 성 관련 주제에 대해 이야기하기에 너무 창피하지 않았는지 확인하기 위해 작은 읽기 테스트를 수행하도록 요청 받았다. 경미한 부끄러움 상태의 피험자들은 매춘부나 처녀와 같은 성 관련 단어 목록을 소리내어 읽어 달라는 요청을 받았다. 심한 창피 상태의 피험자들은 매우 성적인 단어(예 : fuck, cock) 목록을 큰 소리로 읽고 현대 소설에서 가져온 성행위에 대한 두 가지 생생한 묘사를 읽어야했다. 그런 다음 모든 피험자는 지루하고 매력적이지 않은 동물의 성행위에 대한 토론 녹음을 들었다. 그룹과 그 구성원에 대한 평가를 요청했을 때 통제 그룹과 경미한 당혹감 그룹은 다르지 않았지만 심각한 당황 그룹의 등급이 상당히 높았다. 입문 과정이 더 어려웠던(당황함과 노력)이 그룹은 불협화음을 해결하기 위해 토론 그룹의 주관적인 가치를 높여야했습니다.

## 딜레마
딜레마(Dilemma)는 노력정당화를 지지하는 인지부조화와는 또다른 생각(또는 사고),느낌(또는 정서),행동등을 정당화할 수 있는 보다 덜 불안정한 요인으로 여겨지는 인지구조에서 볼 수 있는 개념으로 언급될수있다. 이러한 맥락에서 노력정당화는 결과의 객관적 가치를 달성하기 위한 비용보다 더 큰 가치를 결과에 부여함으로써 주관적으로 노력을 결과에 귀속시키는 논리적 과정의 또다른 형태로 볼 수 있다.

## 같이 보기
- 귀인 이론